# 布盧姆維爾 (紐約州)
布盧姆維爾（英語：Bloomville）是位於美國紐約州特拉華縣的普查規定居民點。

## 人口
根據2020年美國人口普查的數據，布盧姆維爾的面積為3.43平方千米，當中陸地面積為3.41平方千米，而水域面積為0.02平方千米。當地共有人口173人，而人口密度為每平方千米50.44人。